# Estelle Maskame
Estelle Maskame   (Peterhead, 18 de juny de 1997) és una escriptora escocesa que va començar a escriure als 13 anys i va completar la trilogia DIMILY (Did I Mention that I love You?) quan en tenia 16. Té molts seguidors arreu del món i publica a la plataforma digital Wattpad. També es pot aconseguir la trilogia d'Estelle en format de llibre electrònic i en format llibre en paper. La trilogia DIMILY ha tingut més de 4 milions de hits a la plataforma Wattpad i Estelle té més de 126.000 seguidors a Twitter. El seu compte de twitter és @EstelleMaskame.